# リントゥラ至聖三者女子修道院

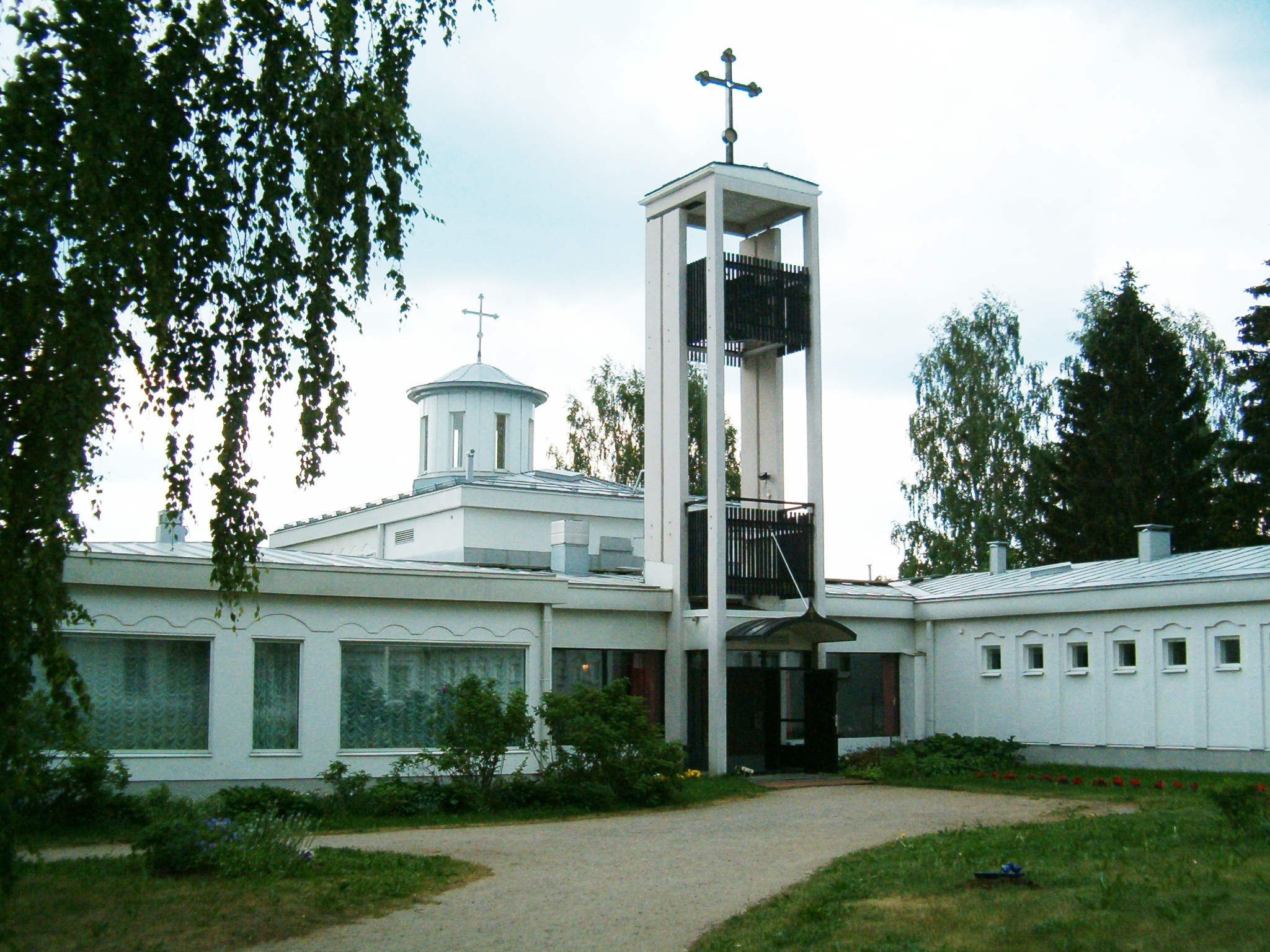
リントゥラ至聖三者女子修道院の教会

リントゥラ至聖三者女子修道院（フィンランド語: Lintulan Pyhän Kolminaisuuden luostari もしくは Lintulan luostari、英語: Lintula Holy Trinity Convent もしくは 'Lintula Convent）は、フィンランドのヘイナヴェシ、パロッキにある、フィンランド正教会の小さな女子修道院。新ヴァラモ修道院の近くにある。

## ギャラリー

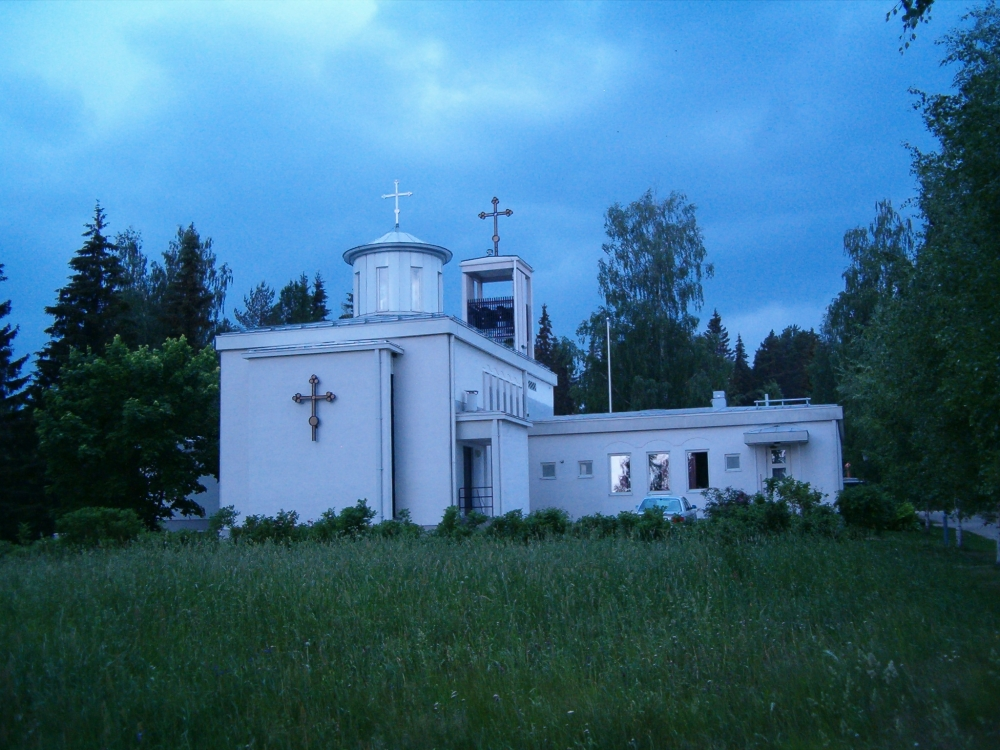
2006年夏撮影
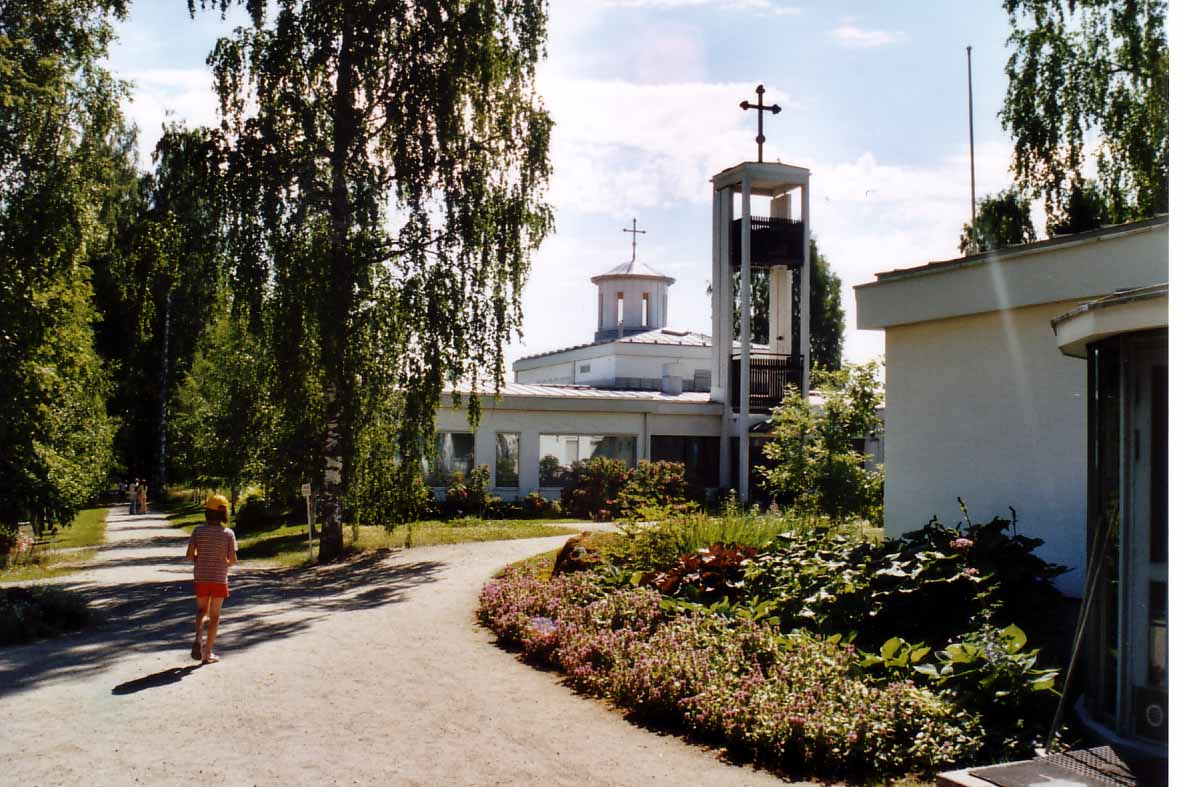
2005年7月15日撮影